# Ter
|  | Aquest article tracta sobre el riu nascut al Pirineu. Vegeu-ne altres significats a «Ter (desambiguació)». |

El Ter (IPA: [ˈtɛr]) és un riu de Catalunya que neix a Ulldeter a uns 2.400 metres d'altitud, al peu d'un antic circ glacial delimitat per cims relativament propers als 3.000 metres, com el Bastiments, el Gra de Fajol o el Pic de la Dona. Transcorre per les comarques del Ripollès, Osona, la Selva, el Gironès i el Baix Empordà, fins a desembocar a la mar Mediterrània a l'Estartit. Fa un recorregut de 208 quilòmetres i té una conca de drenatge de prop de 3.010 km², descrita com una conca exorreica amb una distribució clarament dendrítica. L'aportació mitjana anual assoleix un volum de 840 hm³, amb una mitjana de descàrrega a la desembocadura de 25 m³/s. Tot i néixer als Pirineus, el Ter rep una forta influència de les rieres de les planes del curs mitjà i baix i, per aquest motiu, es comporta com un riu de règim intermedi, és a dir, presenta crescudes tant a la primavera com a la tardor.

## Desviaments del riu
El tram final del Ter ha sofert històricament diferents desviaments i canvis de traçat, per l'efecte de les crescudes i la intervenció humana. Fins al segle XIV el riu es dividia en dos braços en arribar a Verges. Un d'ells, que anava cap a l'Escala, sembla que a causa de les grans crescudes del riu els anys 1311 i 1313, i de les obres de desviament que va efectuar Ponç Hug IV d'Empúries, va deixar de rebre aigua. L'altre braç, seguint la línia actual del rec del Molí, anomenat encara avui Ter Vell, prenia la direcció de Torroella de Montgrí, passant per Ullà i desembocava a l'Estartit. El 1790, el Consejo Superior de Castilla, manà traslladar-lo de l'Estartit a l'indret actual, a la Gola del Ter, gairebé al centre de la badia de Pals.

## Etimologia
El Ter apareix documentat a l'edat antiga per Pomponi Mela i Plini el Vell sota la forma Ticer. El topònim no torna a aparèixer fins al segle ix, quan apareix documentat en diversos manuscrits amb diverses formes, com ara Tezere, Tezer, Tecer, Teser..., totes les quals provenen clarament del dit nom antic Ticer. Durant la baixa Edat Mitjana, la consonant medial ja ha caigut, però continuen d'aparèixer formes amb doble vocal com Teer, fins que més tard ja es consolida la forma actual.

## Conca del riu
El seu recorregut segueix a grans trets dues trajectòries ben diferents: nord-sud (des del naixement fins al nord de la plana de Vic) i oest-est (fins a la desembocadura). Això el diferencia de la resta de rius pirinencs catalans, que a ponent tendeixen a seguir un recorregut nord-sud (la Noguera Pallaresa, la Noguera Ribagorçana, el Cardener, el Llobregat; el Segre a la Cerdanya n'és una excepció) i a l'est i especialment a la Catalunya Nord van d'oest a est (el Fluvià, la Muga, el Tec, la Tet). N'és doncs una mena de barreja.
Des de la perspectiva de la dinàmica fluvial, el Ter dibuixa un perfil longitudinal en forma còncava que l'acredita com a riu madur, evolucionat, on en bona part del seu curs predominen els processos de sedimentació en detriment dels erosius.
En els últims temps, la forta reducció del cabals circulants del riu Ter i de part dels seus afluents ha coincidit amb un descens dels nivells d'aigua subterrània, mentre que, com a causa inductora, el ritme de consums ha augmentat.
En relació amb els aprofitaments hidràulics, actualment hi ha 119 concessions al llarg dels cursos del Ter i del Freser (89 i 34 respectivament) amb un cabal pròxim als 508 m³/s, 120 m³/s dels quals corresponen als embassaments de Sau, Susqueda i el Pasteral.
La producció hidroelèctrica i en segon terme l'ús industrial són els principals usos del riu Ter. La densitat d'aprofitaments hidràulics és especialment alta al tram entre el Ripollès (tant pel Ter com pel Freser) fins abans de l'embassament de Vilanova de Sau.
Al Freser, la densitat de derivacions de cabal arriba a una per a cada 1.090-1.280 metres entre Ribes de Freser i Ripoll. Al Ter les densitats més altes es donen entre Ripoll i Roda de Ter amb una mitjana d'una cada 740-1.300 metres i amb una derivació de més de 4,5 m³/s per quilòmetre de riu.
Després dels embassaments, el cabal de riu es troba plenament regulat i ha sofert un transvasament considerable de les seves aigües a l'àrea de Barcelona (8 m³/s) actualment gestionat per l'empresa pública Aigües del Ter-Llobregat (ATLL), depenent del Departament de Medi Ambient i Habitatge de la Generalitat de Catalunya. A partir del Pasteral, al municipi de La Cellera de Ter, el Ter condueix un cabal mitjà d'11,44 m³/s, que en un any de poques pluges la meitat dels dies és d'entre 4,0 m³/s i 8,0 m³/s. El cabal mínim en aquests períodes és de 3,3 m³/s, l'establert com a cabal ecològic (3 m³/s). Aigües avall el cabal s'incrementa per les aportacions de la Riera d'Osor i la Riera de Llémena, amb un cabal mitjà d'1,02 m³/s, excepte en períodes secs. 
En definitiva, la regulació dels embassaments proporciona suficient aigua pels aprofitaments i per mantenir un cabal circulant al curs del Ter. Però aquest cabal hidràulic no representa les fluctuacions pròpies dels cursos fluvials mediterranis no regulats i necessàries, tanmateix, per al manteniment dels hàbitats naturals, la vegetació i la fauna que en són pròpies.
Passat el Pasteral, el riu és derivat al canal Burés i fins a l'entrada de la Riera d'Osor només circula el cabal provinent de la Riera d'Amer. Entre Girona i Colomers els ortofotomapes de l'àrea no mostren cap tram sec i tampoc de Colomers fins a la desembocadura, però s'observa que, a aquesta part del curs baix, la interconnexió del Ter amb múltiples canals permet un riu amb un cabal circulant important. La meitat dels aprofitaments hidroelèctrics d'aquesta àrea s'abasteixen amb 0,01 m³/s i 0,4 m³/s, amb un màxim de 3,2 m³/s. Aquest abastiment contrasta amb les derivacions en el curs alt: es té el registre d'una secció de 770 m amb 42 derivacions entre 5,0 m³/s i 8,0 m³/s, amb un màxim de 20 m³/s (el cabal circulant la meitat de dies de l'any és entre 4,0 m³/s i 8,0 m³/s). 
Té una gran influència sobre l'agricultura i la indústria de la zona i aporta aigua a altres zones del territori.
Recentment s'han publicat informes de l'estat ecològic de la conca que mostren que, durant els últims anys, s'ha produït una millora substancial de la qualitat química i biològica de les aigües que discorren pel Ter.

### Embassaments

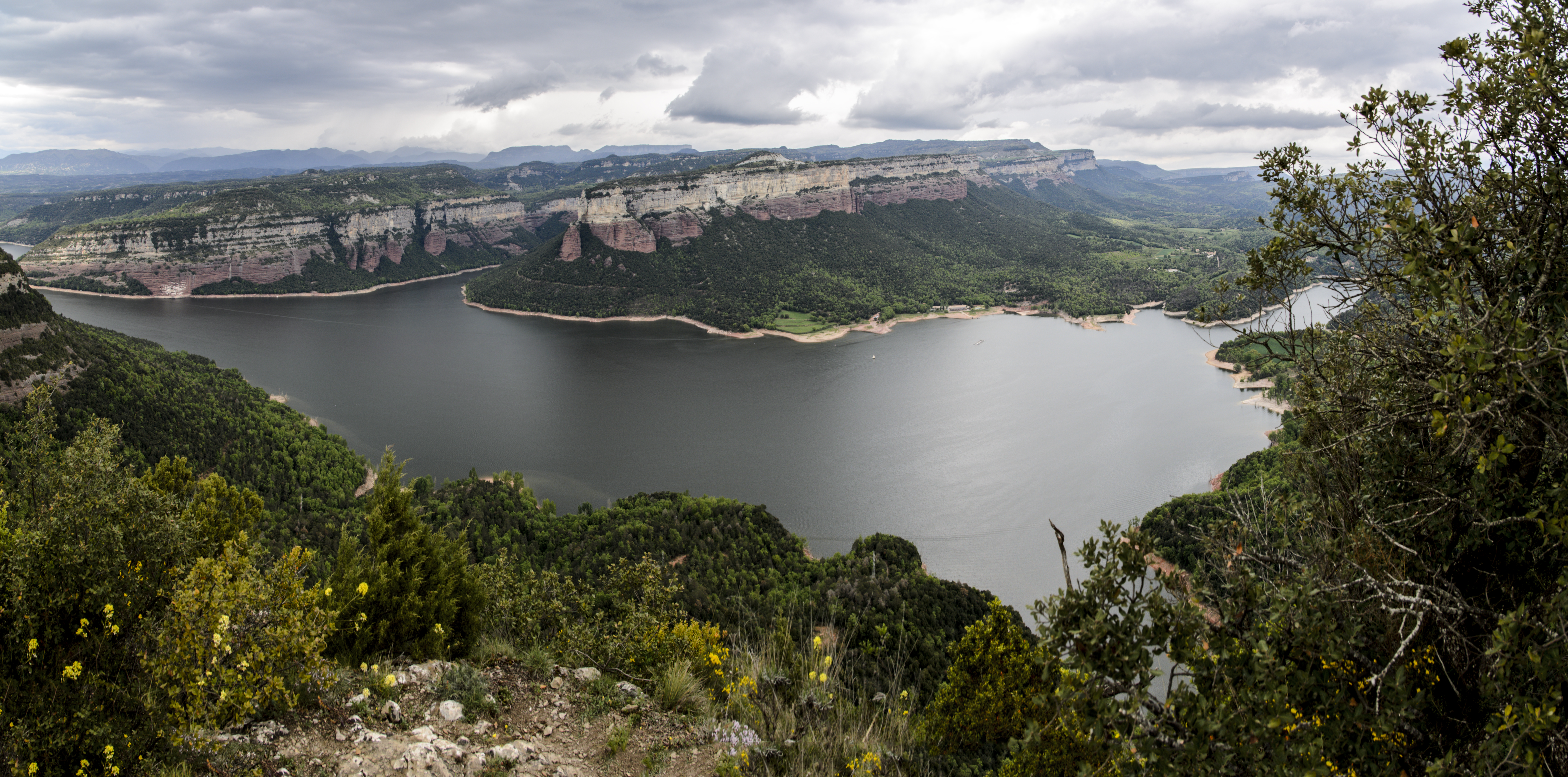
El pantà de Sau

- Pantà de Sau
- Pantà de Susqueda
- Embassament del Pasteral
- Resclosa de Colomers
- Embassament de Seva (riu Gurri)

## Afluents
- Ritort
- Ribera de Faitús a Llanars
- Freser conflueixen a Ripoll
  - Rigard
  - Riu de Núria
  - Riu Segadell
- Riera de Vallfogona
- Ges
  - Riu Fornés
- Riera de Sorreigs
- Gurri
- Riera de les Gorgues
- Riera Major
- Riera de Rupit
  - Riera de l'Om
- Brugent
- Riera d'Osor
  - Sot de la Noguerola
- Riera de Llémena
- Güell
- Onyar
- Terri
- Daró, a l'alçada de Gualta (canalitzat)

- Riera d'Abella
- El Merdàs

## Poblacions
- Setcases
- Vilallonga de Ter
- Llanars
- Camprodon
- La Ral
- Sant Pau de Segúries
- Sant Joan de les Abadesses
- Ripoll
- Montesquiu
- Sant Quirze de Besora
- Orís
- Borgonyà
- Torelló
- les Masies de Voltregà
- La Gleva
- Manlleu
- les Masies de Roda
- Roda de Ter
- Vilanova de Sau
- Susqueda
- Osor
- la Cellera de Ter
- Anglès
- Sant Julià del Llor i Bonmatí
- Bescanó
- Sant Gregori
- Salt
- Santa Eugènia de Ter
- Girona
- Sarrià de Ter
- Sant Julià de Ramis
- Medinyà
- Celrà
- Bordils
- Cervià de Ter
- Sant Joan de Mollet
- Flaçà
- Sant Jordi Desvalls
- Colomers
- Jafre
- Foixà
- Verges
- Ultramort
- Ullà
- Torroella de Montgrí
- L'Estartit

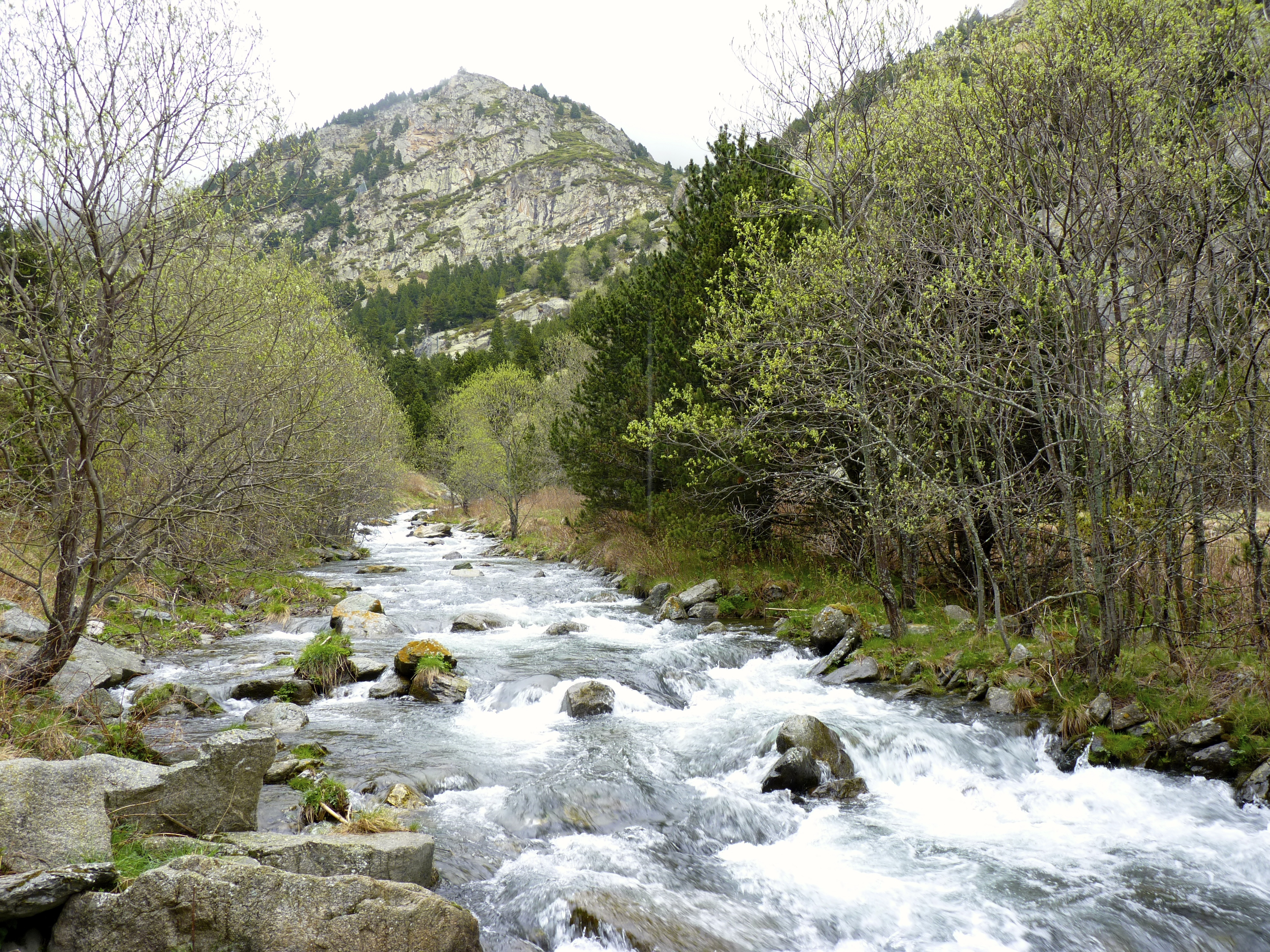
El riu Ter al curs alt.
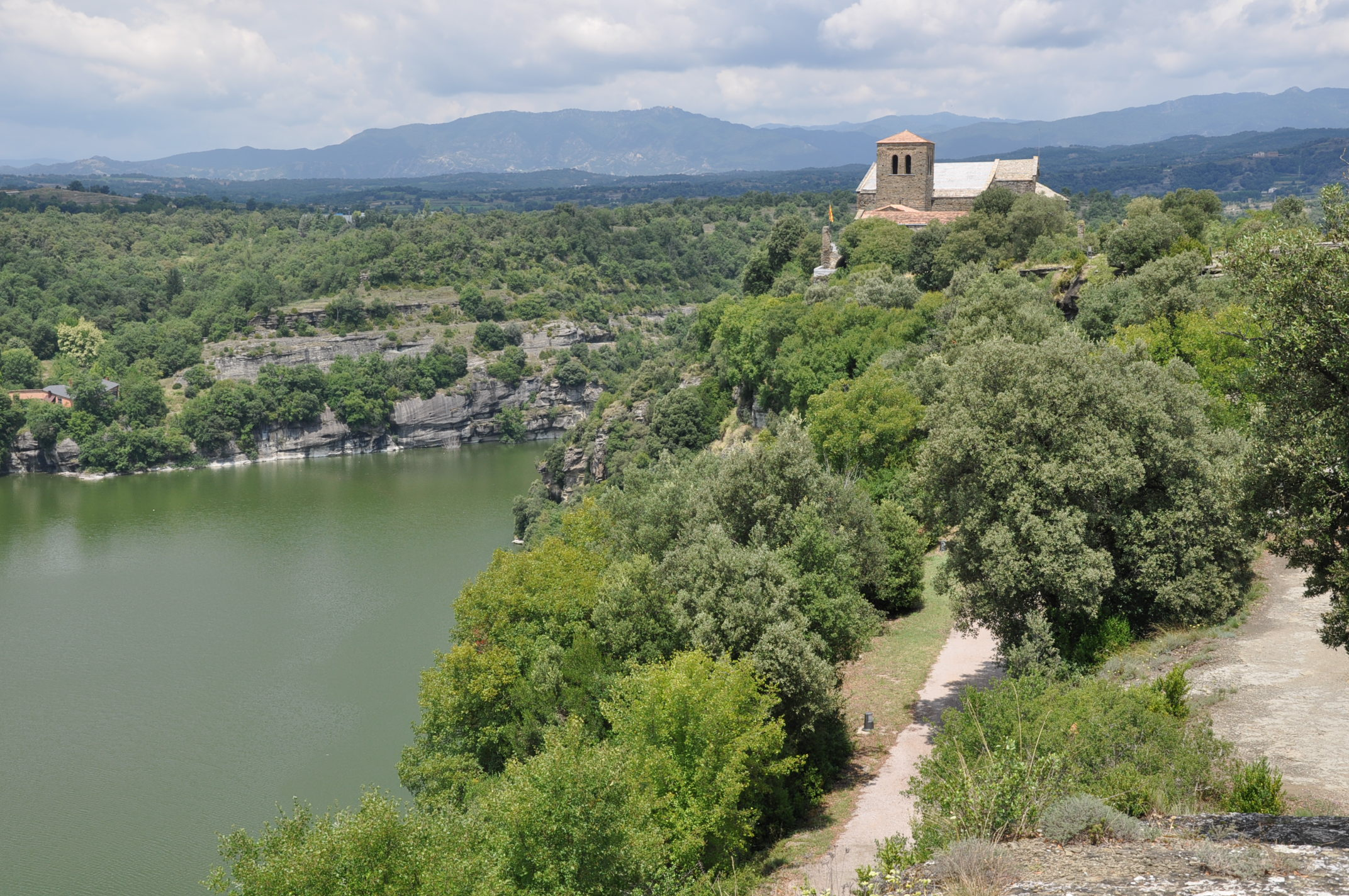
El riu Ter al curs mitja.
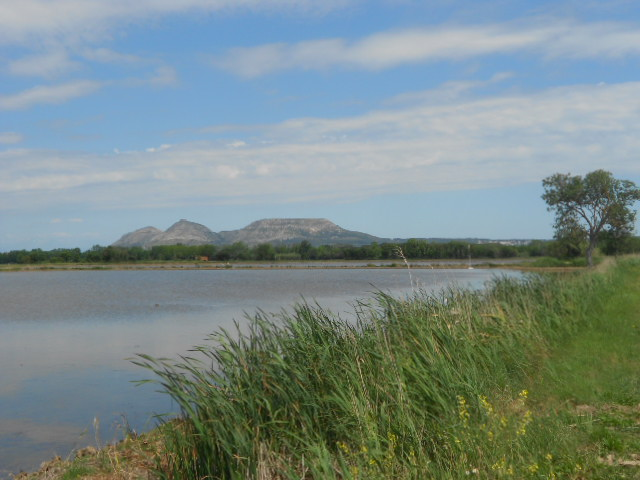
El riu Ter al curs baix.

## Història
El braç nord del riu Ter fou desviat a la primera meitat del segle xiv. Irrigava la zona d'Aiguamolls i Pals. El 27 de maig de 1694 les tropes franceses del mariscal Noailles van guanyar les del duc d'Escalona, virrei de Catalunya a la batalla del riu Ter (o batalla de Torrella). El Ter va donar el nom al departament del Ter, departament francès de la Catalunya (26 de gener de 1812 fins a 1814) integrat dins el Primer Imperi Francès de Napoleó I. Girona fou la prefectura del departament i Vic i Figueres les sotsprefectures.

## Consorci del Ter
El Consorci del Ter és una associació multisectorial que té per objectiu la gestió del riu Ter des d'una escala supramunicipal, englobant tot el tram que ocupa i els diferents agents que hi tenen relació. Gràcies a ell s'aconsegueix agrupar tots els agents que estan relacionats amb el riu Ter per tal de crear una gestió multisectorial i per aconseguir al màxim possible complaure els interessos de cada un d'ells.
Neix el mes de desembre de l'any 1998 a partir projecte Alba-Ter/Ave, el qual fou cofinançat per la Unió Europea com a projecte FEDER (programa TER). És una entitat pública amb un caràcter associatiu i que disposa d'una personalitat jurídica pròpia gràcies a la Llei d'Administració Pública de Catalunya. L'entitat es dedica a crear i a gestionar serveis i activitats les quals tenen un interès d'escala supramunicipal de tot el territori que influeix el riu Ter però partint d'una iniciativa local. Aquesta actuació es realitza a partir de quatre àmbits, els quals són: el patrimoni natural, el patrimoni cultural, la promoció econòmica i el turisme i, finalment, la comunicació i la sensibilització de la societat en relació amb el riu. Els inicis de l'ens es van dedicar a la implantació d'un sistema d'informació geogràfica (SIG) a tota la conca del riu Ter, a més de l'elaboració d'un Pla d'Ordenació Integral del Riu Ter (POIRT), el qual es va començar a implantar el 2001. Amb aquest Pla es pretenia establir un full de ruta que tenia com a finalitat aconseguir que l'aigua i tot l'àmbit fluvial en general esdevingués element identitari i singular de la conca del Ter. En aquest procés es va prioritzar el bon estat ecològic d'aquest àmbit i el desenvolupament d'activitats socials, culturals i econòmiques, sempre, això si, de manera sostenible i coordinada.